# Résolution 398 du Conseil de sécurité des Nations unies
 (mars 2025).
Si vous disposez d'ouvrages ou d'articles de référence ou si vous connaissez des sites web de qualité traitant du thème abordé ici, merci de compléter l'article en donnant les références utiles à sa vérifiabilité et en les liant à la section « Notes et références ».
Membres permanents
- Chine
- États-Unis
- France
- Royaume-Uni
- URSS

Membres non permanents
- Bénin
- Guyana
- Italie
- Japon
- Libye
- Pakistan
- Panama
- Roumanie
- Suède
- Tanzanie

Résolution no 397 Résolution no 399
La résolution 398 du Conseil de sécurité des Nations unies, adoptée le 30 novembre 1976, examine un rapport du secrétaire général concernant la Force des Nations unies chargée d'observer le désengagement. 
Le Conseil note les efforts pour établir une paix durable et juste au Moyen-Orient, mais exprime également sa préoccupation face à l'état de tension qui prévaut dans la région. Le Conseil décide d'appeler les parties concernées à mettre immédiatement en œuvre la résolution 338, il renouvelle également le mandat de la Force d'observation pour 6 mois supplémentaires jusqu'au 31 mai 1977, et demande au secrétaire général de soumette un rapport sur la situation à la fin de cette période.
La résolution est adoptée par 12 voix contre zéro, le Bénin, la Chine et la Libye ne participent pas au vote.